# Micrura akkeshiensis
Micrura akkeshiensis är en djurart som tillhör fylumet slemmaskar, och som beskrevs av Yuichi Yamaoka 1940. Micrura akkeshiensis ingår i släktet Micrura och familjen Lineidae. Inga underarter finns listade i Catalogue of Life.